# Karl Svoboda
Pour les articles homonymes, voir Svoboda.
Pas d'image ? Cliquez ici

b Matchs officiels uniquement.
Karl Svoboda, né le 23 mars 1962 à Belleville (Canada), est un joueur international canadien de rugby à XV, évoluant au poste de talonneur.
Sa nièce, Sara Svoboda, est une joueuse internationale canadienne de rugby à XV.

## Biographie

### Famille
Son frère Paul a été capitaine de l'équipe du Canada de rugby à XIII, tandis que les filles de Paul, ses nièces jumelles Katie et Sara, sont toutes les deux internationales canadiennes à XV.

### Équipe nationale
Karl Svoboda a connu 24 sélections internationales en équipe du Canada, il fait ses débuts  le 15 juin 1985 contre les Australiens. Sa dernière apparition a lieu le 9 septembre 1995 contre les États-Unis. Il est capitaine lors de deux matchs.
Il joue les quatre matchs de Coupe du Monde et participe à la Coupe du monde de rugby 1991, où le Canada se hisse en quart de finale.

## Palmarès

### Sélections nationales
- 24 sélections en équipe du Canada
- Nombre de sélections par année : 3 en 1985, 2 en 1986, 1 en 1987, 3 en 1990, 4 en 1991, 2 en 1992, 2 en 1993, 3 en 1994, 3 en 1995

- participation à la Coupe du Monde 1987 (1 match disputé, 1 comme titulaire), 1991 (2 matchs disputés, 2 comme titulaire), 1995 (1 match disputé, 1 comme titulaire).